# Stenalcidia sincera
Stenalcidia sincera là một loài bướm đêm trong họ Geometridae.